# Moi en mieux
Albums de Clarika
Joker
(2005) La Tournure des choses
(2013)
Moi en mieux est le cinquième album de Clarika, sorti le 16 mars 2009.
Cet album est produit par le duo Florent Marchet / Jean Jacques Nyssen. Clarika en signe tous les textes à l'exception du titre « Escape lane » (paroles et musique de Philippe Bresson). Il s'ouvre sur un titre (« Bien mérité ») qui est un des rares titres directement engagé de Clarika (sur les sans-papiers). 
On y retrouve le ton décalé de l’écriture de Clarika, notamment sur le titre éponyme « Moi en mieux ». L'album est noté « ffff »par Télérama.

## Liste des morceaux
| No  | Titre                               | Auteur                                              | Durée |
| --- | ----------------------------------- | --------------------------------------------------- | ----- |
| 1.  | Bien mérité                         | Clarika - Jean-Jacques Nyssen / Jean-Jacques Nyssen | 3:14  |
| 2.  | Les Bavards                         | Clarika - Florent Marchet/ Jean-Jacques Nyssen      | 2:48  |
| 3.  | Moi en mieux                        | Clarika / Florent Marchet                           | 4:13  |
| 4.  | Rien de tel (qu’une petite chanson) | Clarika / Jean-Jacques Nyssen                       | 4:27  |
| 5.  | Lâche moi                           | Clarika / Hugo Renard                               | 3:20  |
| 6.  | Je ne serai pas                     | Clarika / Jean-Jacques Nyssen                       | 4:25  |
| 7.  | Escape Lane                         | Philippe Bresson / Philippe Bresson                 | 3:00  |
| 8.  | De fille à femme                    | Clarika / Jean-Jacques Nyssen                       | 3:04  |
| 9.  | C'est l'hiver                       | Clarika - Jean-Jacques Nyssen / Jean-Jacques Nyssen | 4:38  |
| 10. | La Petite boite                     | Clarika / Jean-Jacques Nyssen                       | 3:31  |
| 11. | Des bulles                          | Clarika / Bruno Le Roux                             | 3:19  |
| 12. | Dans les cabines d’essayage         | Clarika / Jean-Jacques Nyssen                       | 2:44  |
| 13. | L'Ennui                             | Clarika / Jean-Jacques Nyssen - Florent Marchet     | 5:16  |